# Путь к войне
«Путь к войне» (англ. Path to War) — американский биографический телефильм производства HBO, вышедший на экраны в 2002 году. Лента стала последней работой режиссёра Джона Франкенхаймера.

## Сюжет
Фильм рассказывает о правлении президента США Линдона Джонсона во время войны во Вьетнаме.

## В ролях
| Актёр             | Роль                                  |
| ----------------- | ------------------------------------- |
| Майкл Гэмбон      | президент Линдон Джонсон              |
| Фелисити Хаффман  | первая Леди Америки Леди Берт Джонсон |
| Дональд Сазерленд | советник президента Кларк Клиффорд    |
| Алек Болдуин      | министр обороны Роберт Макнамара      |
| Фредерик Форрест  | Эрл Вилер                             |
| Брюс Макгилл      | Джордж Бэл                            |
| Джеймс Фрейн      | Ричард Н. Гудвин                      |
| Гэри Синиз        | Джордж Уоллес                         |

## Награды и номинации
Дональд Сазерленд в 2002 году получил премию «Золотой глобус» за лучшую мужскую роль второго плана — мини-сериал, телесериал или телефильм